# Lower Kutenai
Lower Kutenai (Flatbow, Akoklako, yaqan nuʔkiy, ="where the rock stands"), jedna od dva glavna plemena Kutenai Indijanaca, porodica Kitunahan koji se od Upper Kutenaja razlikuju po dijalektu i kulturi. Lower Kutenai obitavali su na Lower Kutenai Riveru, i za razliku od Gornjih, koji su živjeli od lova na bizone, Flatbowi su bili orijentirani životu prema rijeci. Bili su ribari, a njihovo glavno prijevozno sredstvo je kanu. 
Populacija im 1904. iznosi 172 u Britanskoj Kolumbiji i 79 u SAD-u. Lower Kootenai Band danas žive blizu Crestona u Britanskoj Kolumbiji, a godišnje u Yaqan Nukiyu održavaju Yaqan Nukiy Traditional Pow Wow.

## Vanjske poveznice
- Hodge
- Kutenai
- Kutenai Indian Tribe History